# Igor Mitoraj

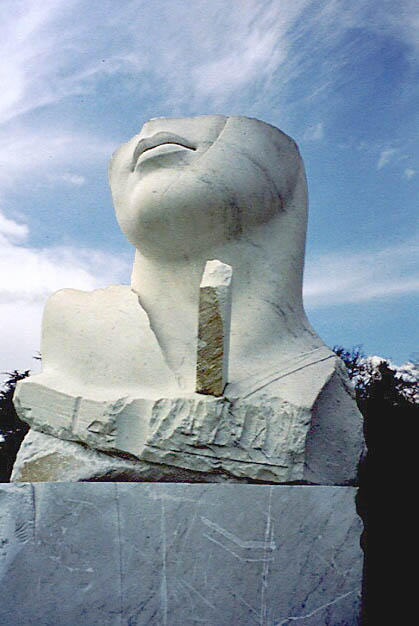
Héros de Lumière, Đá hoa Carrara (1986) tại Công viên Điêu khắc Yorkshire

Igor Mitoraj (sinh ngày 26 tháng 3 năm 1944 - mất ngày 6 tháng 10 năm 2014) là một họa sĩ và nhà điêu khắc người Ba Lan. Ông nổi tiếng vì đã dựng nhiều tác phẩm điêu khắc bộ phận cơ thể người phục vụ các công trình sắp đặt công cộng quy mô lớn. Ông là một trong những nhà điêu khắc Ba Lan được quốc tế công nhận.

## Tiểu sử
Igor Mitoraj sinh ngày 26 tháng 3 năm 1944 tại Oederan, Đức. Mẹ ông là một người Ba Lan bị lao động cưỡng bức và cha ông là một sĩ quan người Pháp khai thác Ba Lan. Ông cùng mẹ trở về Ba Lan sau khi Chiến tranh thế giới thứ hai kết thúc. Khi còn bé, Igor Mitoraj sống ở Grojec. Ông tốt nghiệp một trường nghệ thuật ở Bielsko-Biała. Năm 1963, ông bắt đầu học hội họa tại Học viện Mỹ thuật Kraków, làm học trò của Tadeusz Kantor. Sau khi tốt nghiệp, Igor Mitoraj tham gia một số triển lãm tập thể và ông có triển lãm cá nhân đầu tiên vào năm 1967 tại Phòng triển lãm Krzysztofory ở Ba Lan. Năm 1968, ông chuyển đến Paris để theo học Trường Nghệ thuật Quốc gia.
Ngay sau đó, vì Igor Mitoraj bị nghệ thuật và văn hóa của Mỹ Latinh mê hoặc nên ông dành một năm đi du lịch và vẽ tranh khắp Mexico. Chính trải nghiệm này đã đưa ông đến với điêu khắc.
Năm 1974, Igor Mitoraj trở lại Paris. Năm 1976, ông tổ chức một triển lãm cá nhân lớn khác tại Phòng triển lãm La Hune để triển lãm một số tác phẩm điêu khắc của mình. Thành công của triển lãm càng làm ông tin rằng mình sinh ra để làm một nhà điêu khắc.
Ban đầu, Igor Mitoraj tạo các tác phẩm điêu khắc bằng đất nung và đồng, nhưng sau một chuyến đi đến Carrara, Ý vào năm 1979, ông chuyển sang sử dụng đá cẩm thạch làm vật liệu chính của mình. Năm 1983, Igor Mitoraj thành lập một phân xưởng ở Pietrasanta. Năm 2006, ông đã làm những cánh cửa bằng đồng mới và một bức tượng Gioan Tẩy Giả cho Vương cung thánh đường Santa Maria degli Angeli ở Rome.
Năm 2003, Igor Mitoraj trở lại Ba Lan.
Năm 2005, ông được nhận Huy chương vàng Huy chương Công trạng đối với văn hóa - Gloria Artis Năm 2012, ông được nhận Thập tự Chỉ huy Huân chương Polonia Restituta.

## Phong cách
Phong cách điêu khắc của Igor Mitoraj bắt nguồn từ truyền thống cổ điển với trọng tâm là phần thân được mô phỏng kỹ lưỡng. Thông thường, các tác phẩm của ông hướng đến giải quyết các vấn đề về cơ thể con người, vẻ đẹp và sự mong manh của cơ thể, sự đau khổ cũng như những khía cạnh sâu sắc hơn của bản chất con người, vốn là kết quả của sự thoái hóa theo thời gian.

## Triển lãm

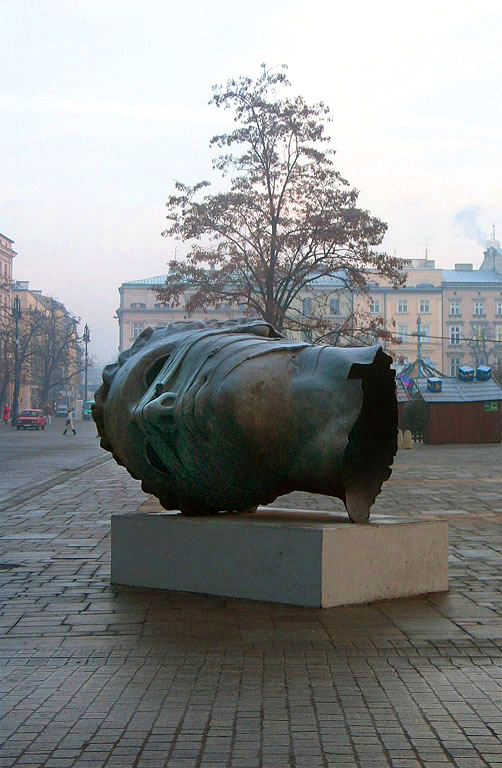
Eros Bendato (Eros Bound) (đồng), 1999, triển lãm ở Kraków, Ba Lan, 2003.
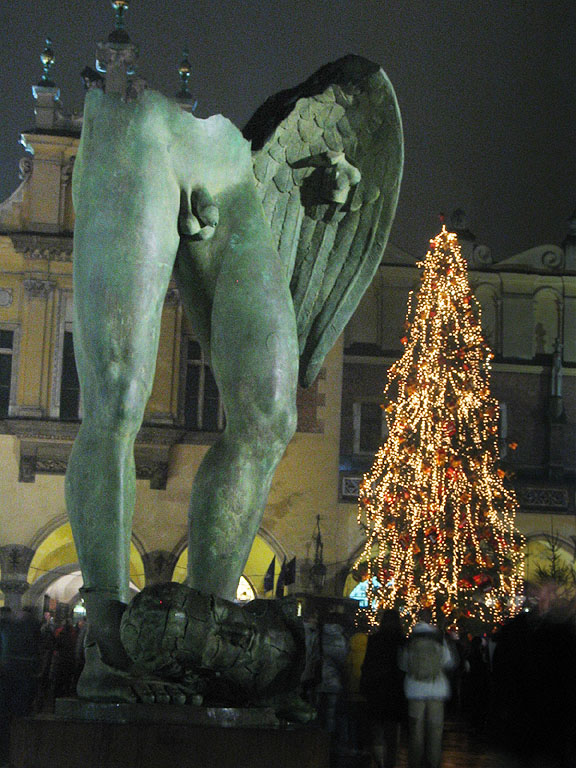
Gambe Alate (đồng), 2002, triển lãm ở Kraków, Ba Lan, 2003.
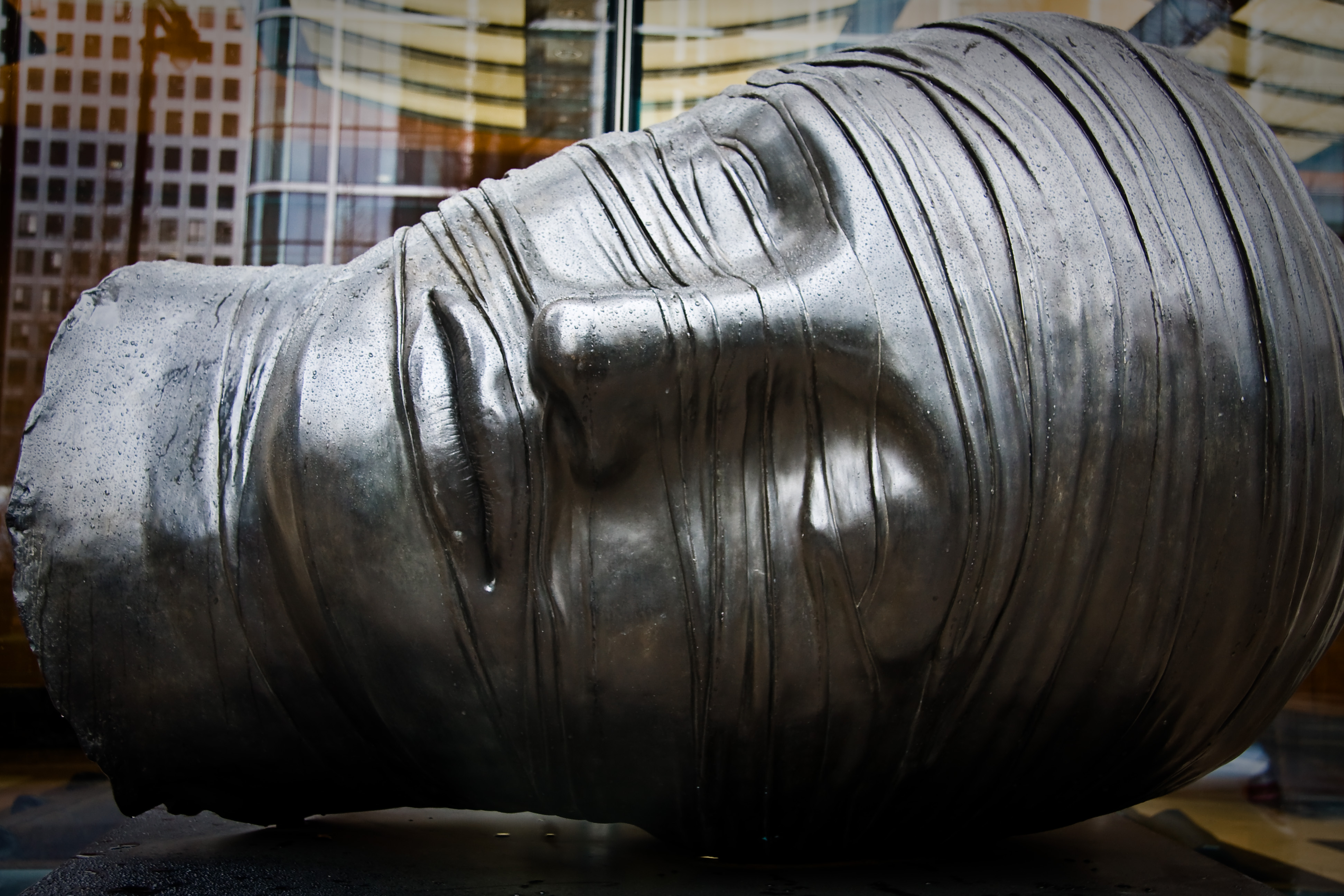
Testa Addormentata tọa lạc ở Quảng trường Canada, Canary Wharf, London, Anh.
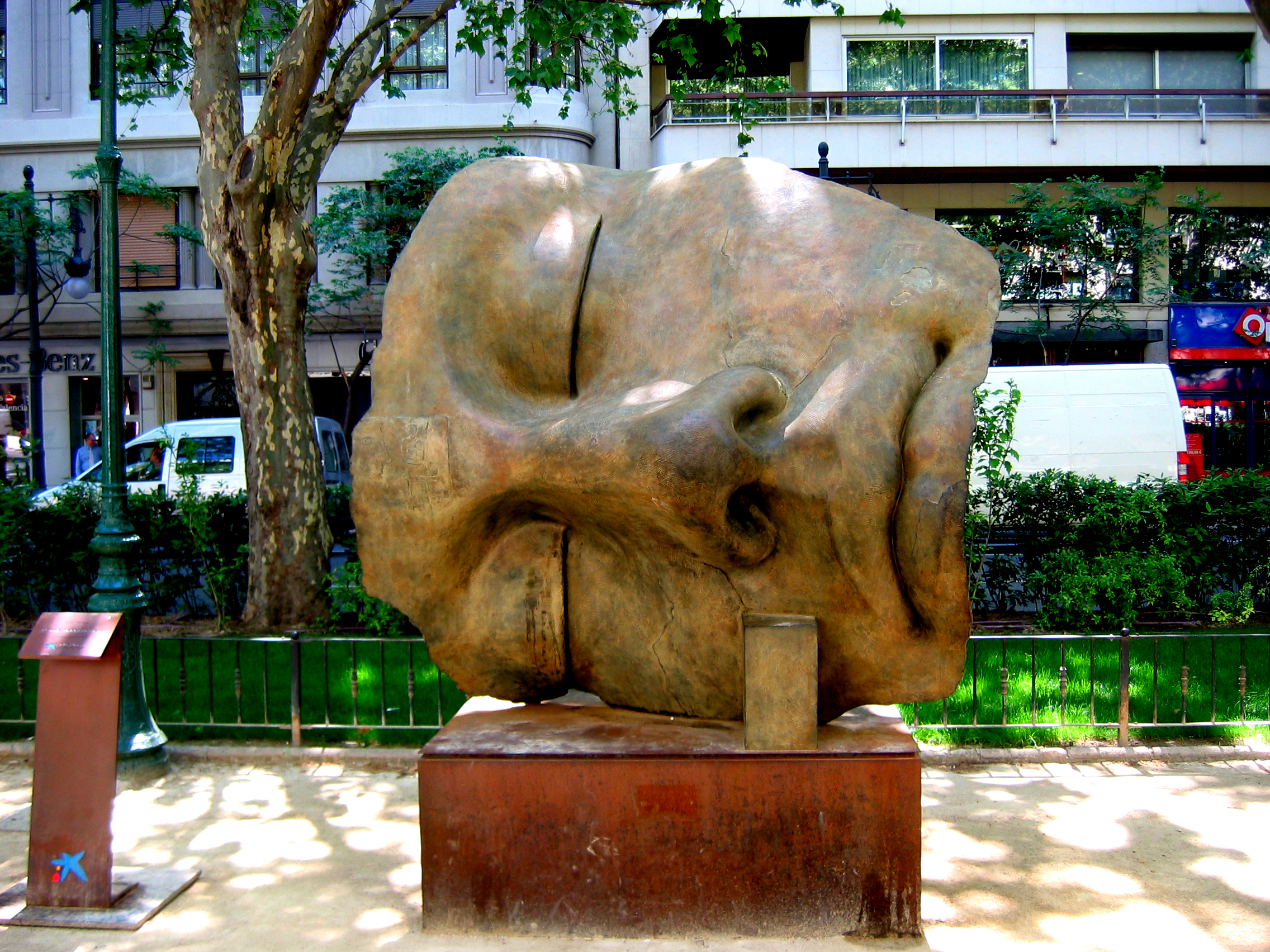
Valencia, Tây Ban Nha, 2006.
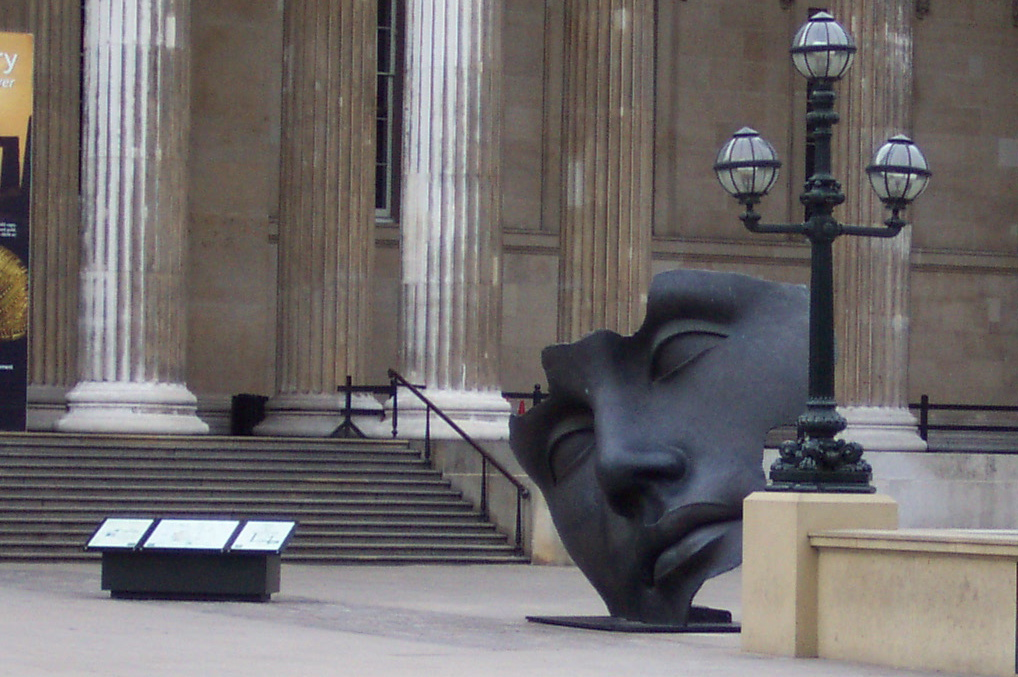
Luci di Nara, ở cửa chính của Bảo tàng Anh quốc, 2002.
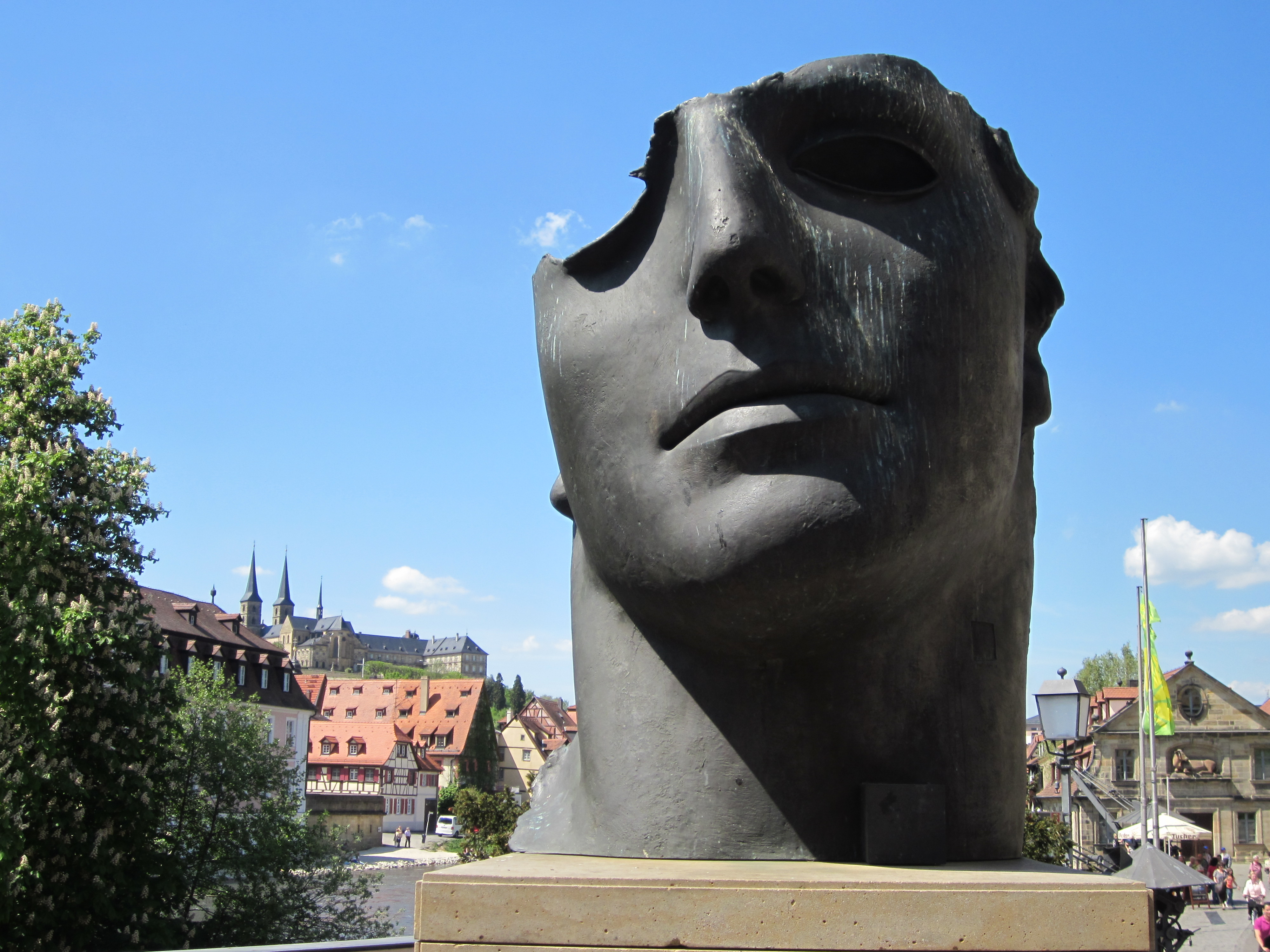
Centurione I, 1987, Bamberg, Đức.
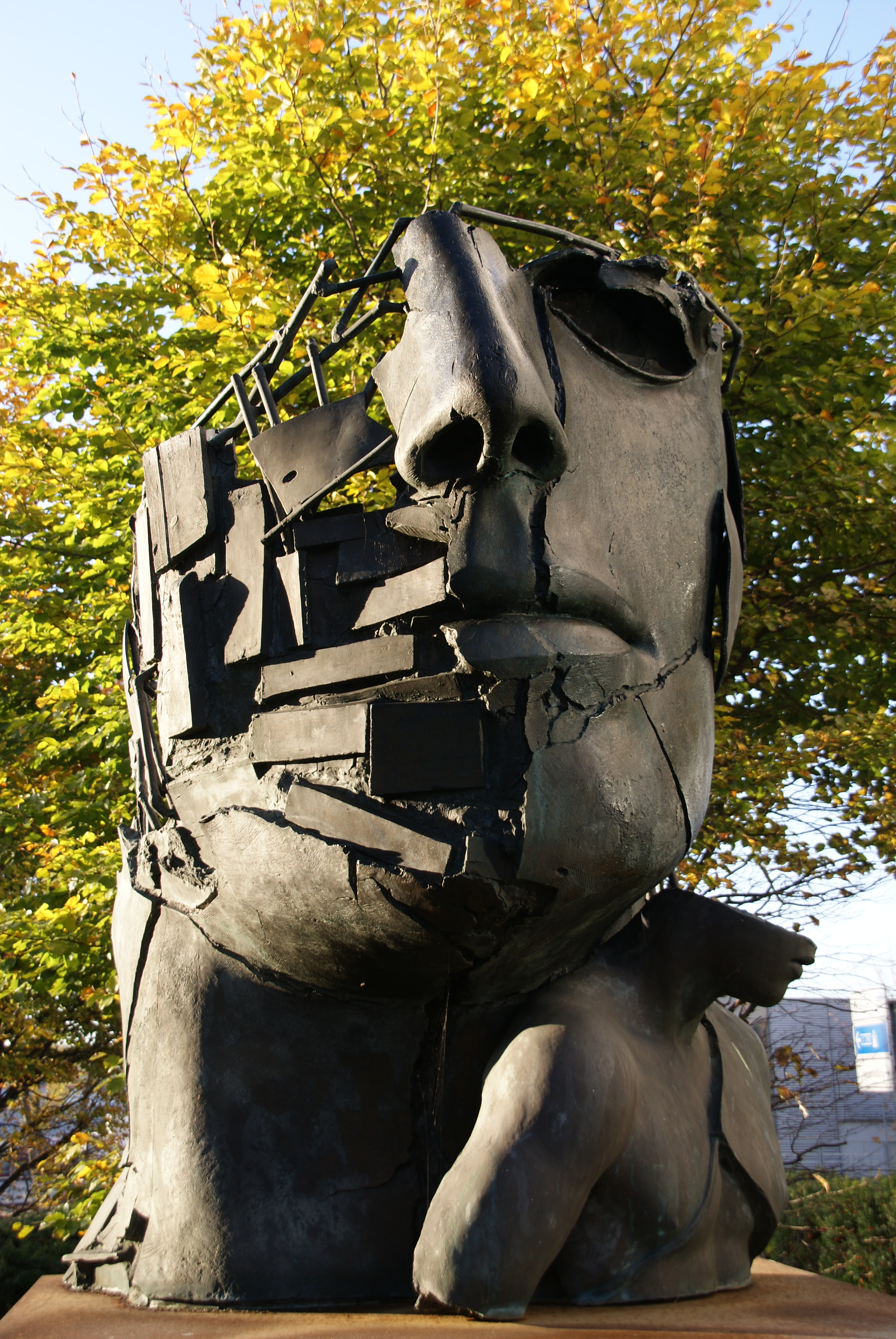
Centurione III, 1992, Regensburg, Đức.
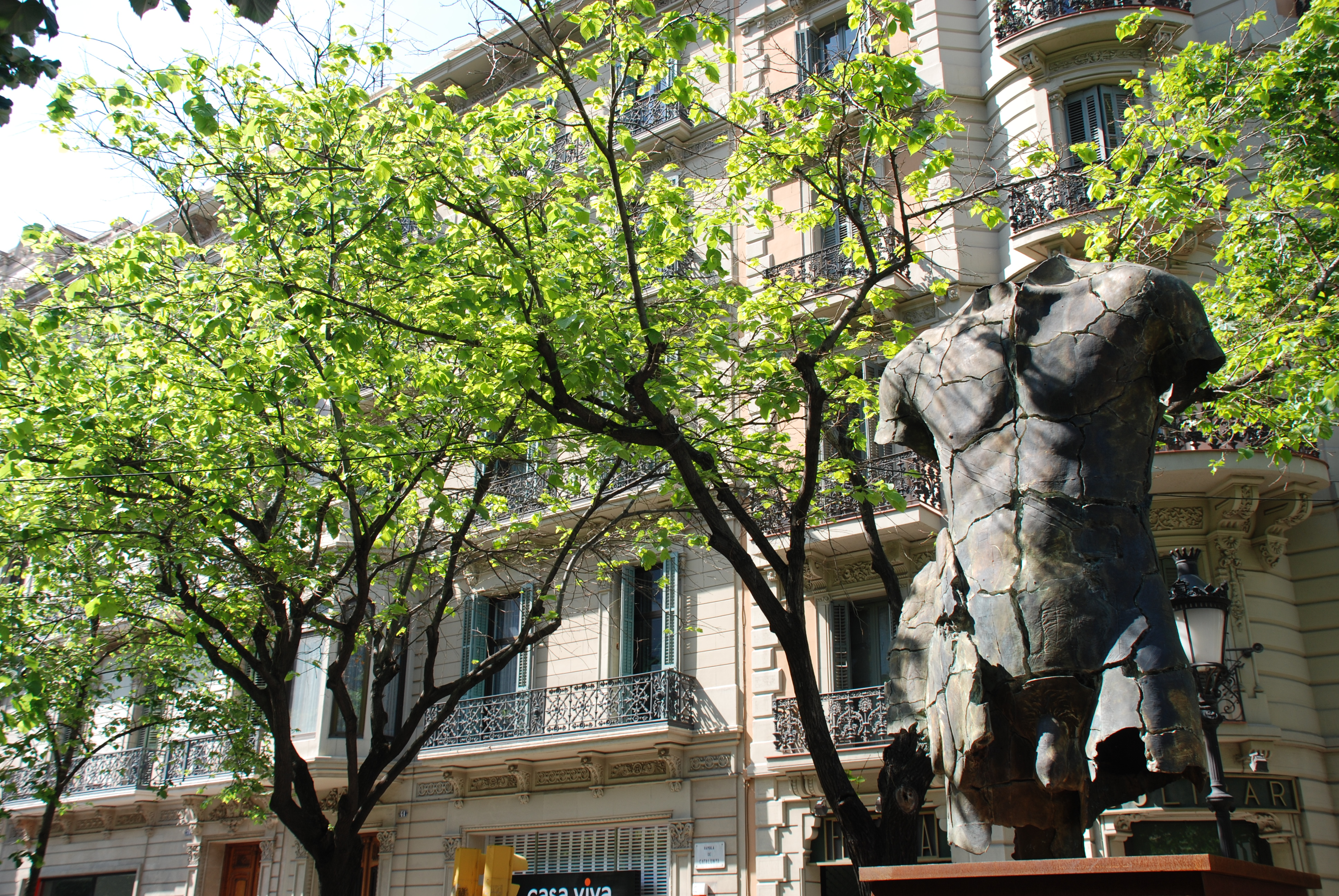
Triển lãm Igor Mitoraj, Barcelona, Tây Ban Nha.
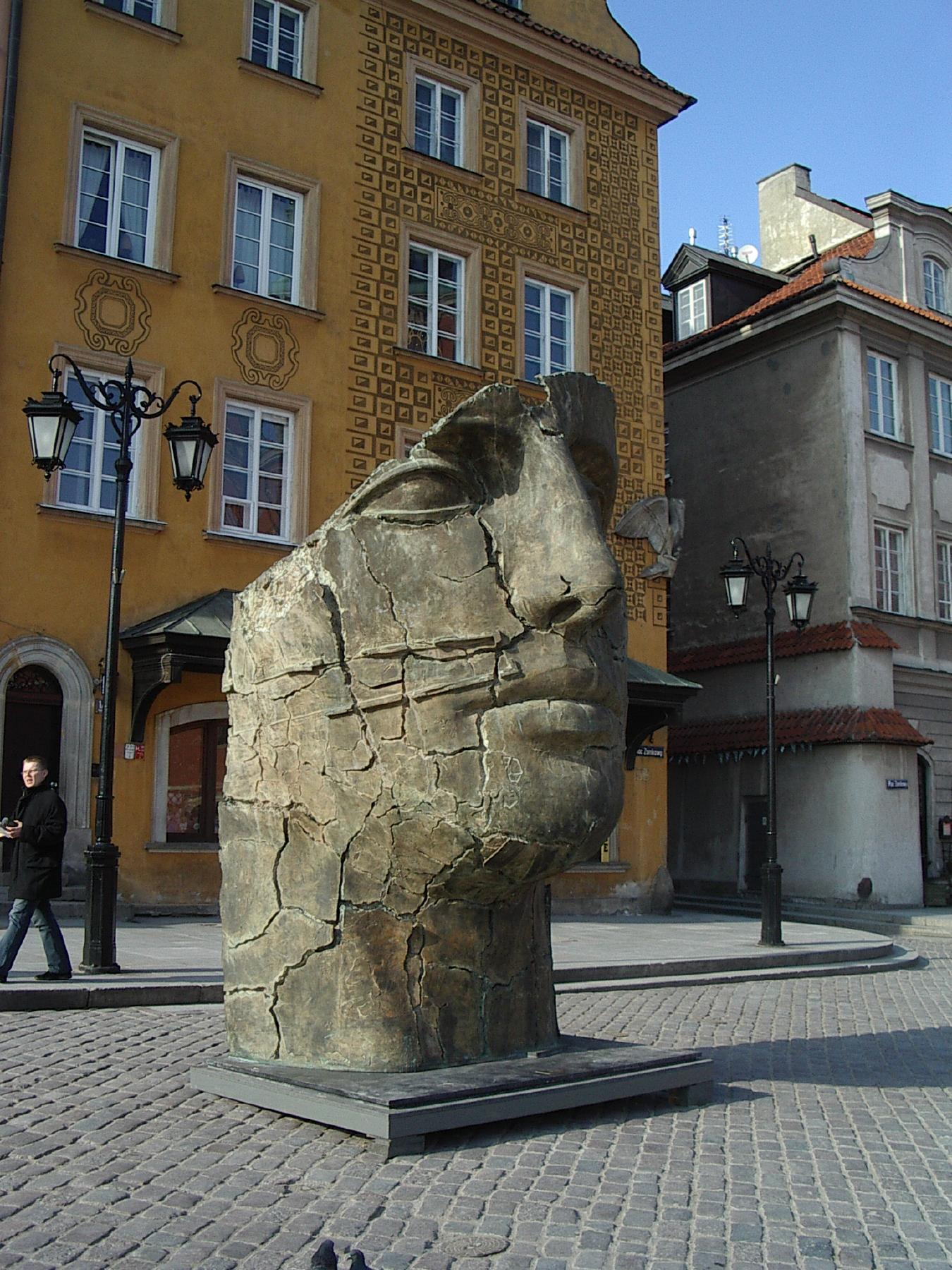
Half Face, Quảng trường Lâu đài, Warsaw, Ba Lan.
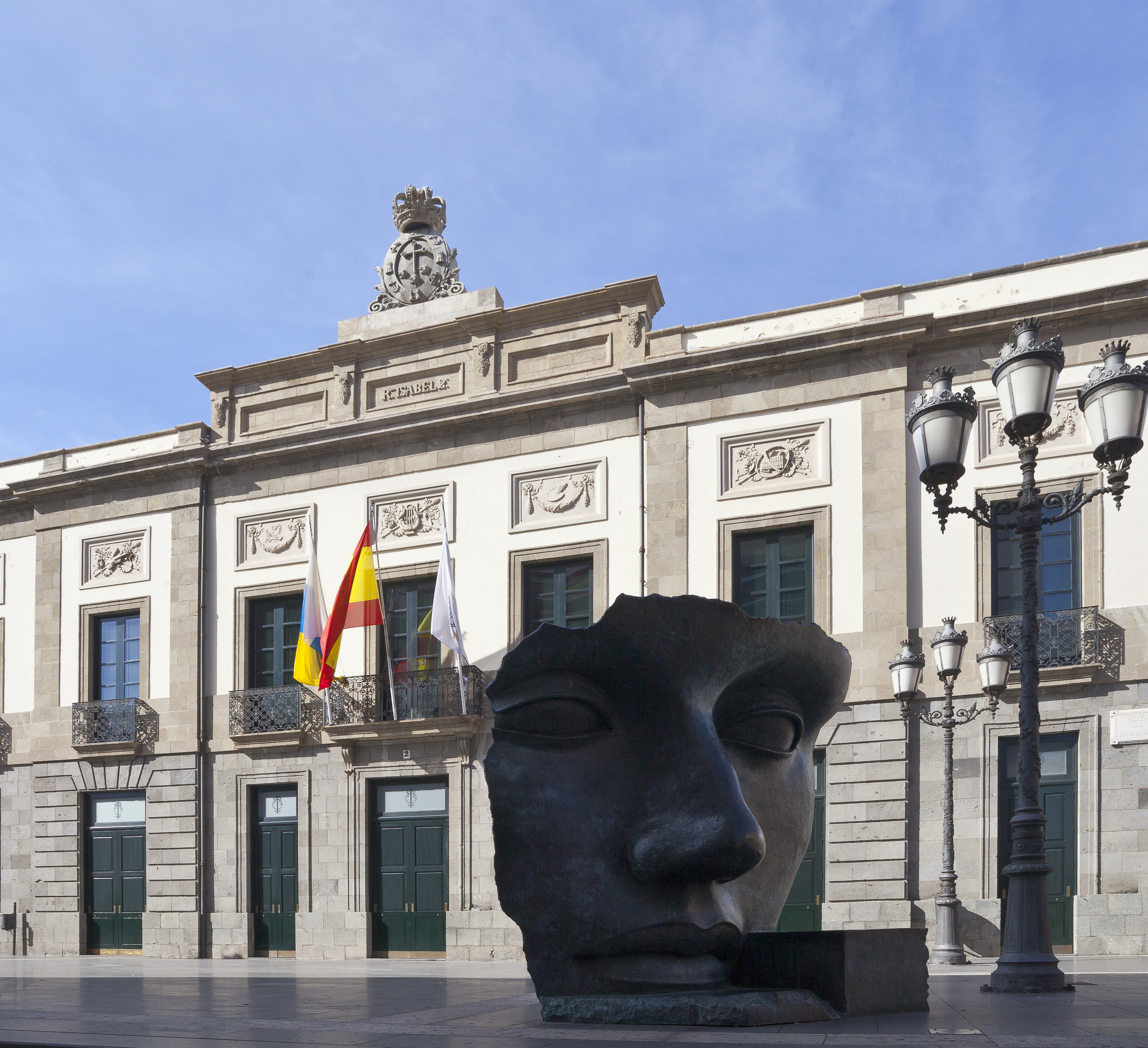
Per Adriano, Santa Cruz de Tenerife, Tây Ban Nha.
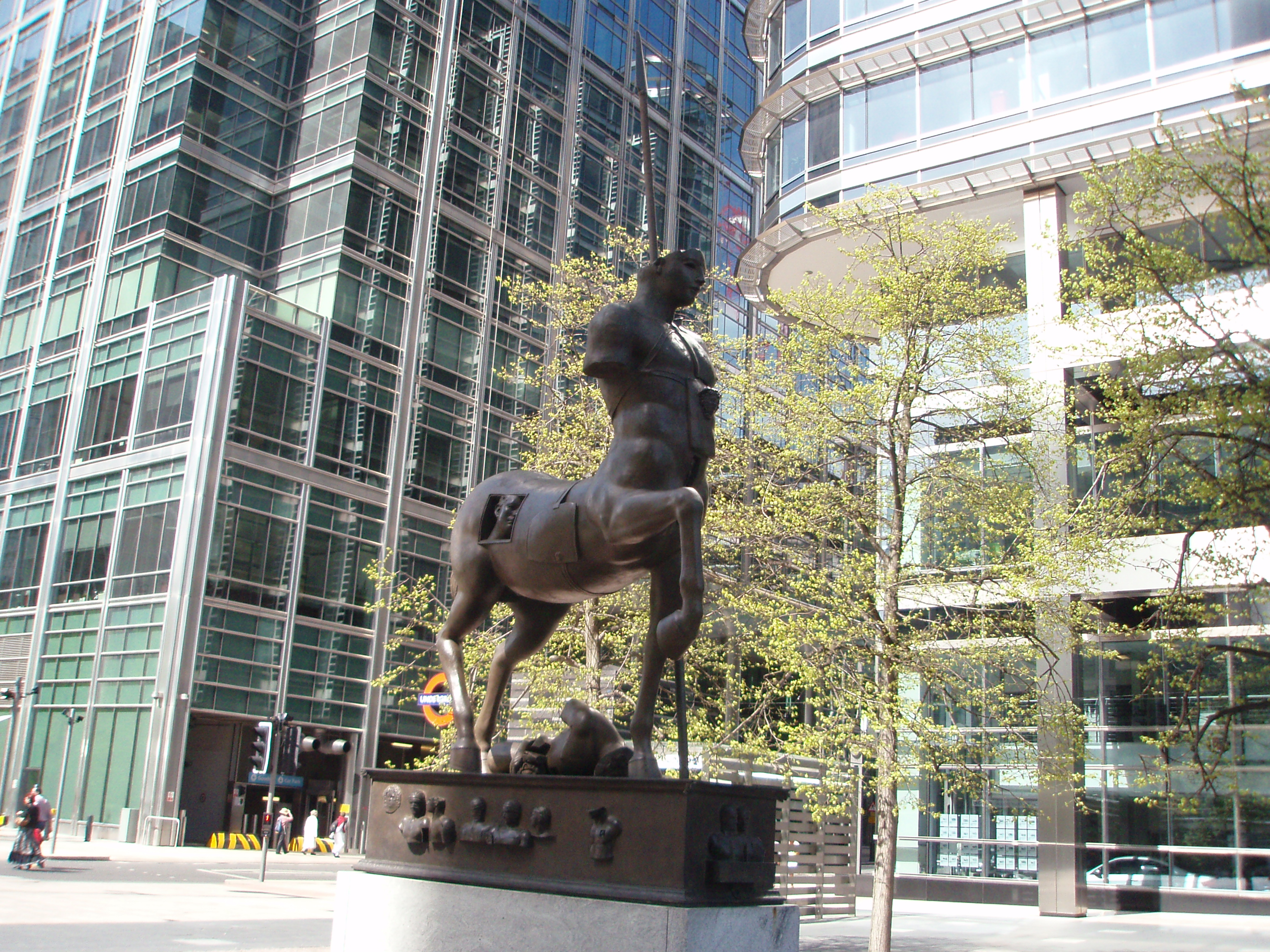
Centauro, Canary Wharf, London, Anh.
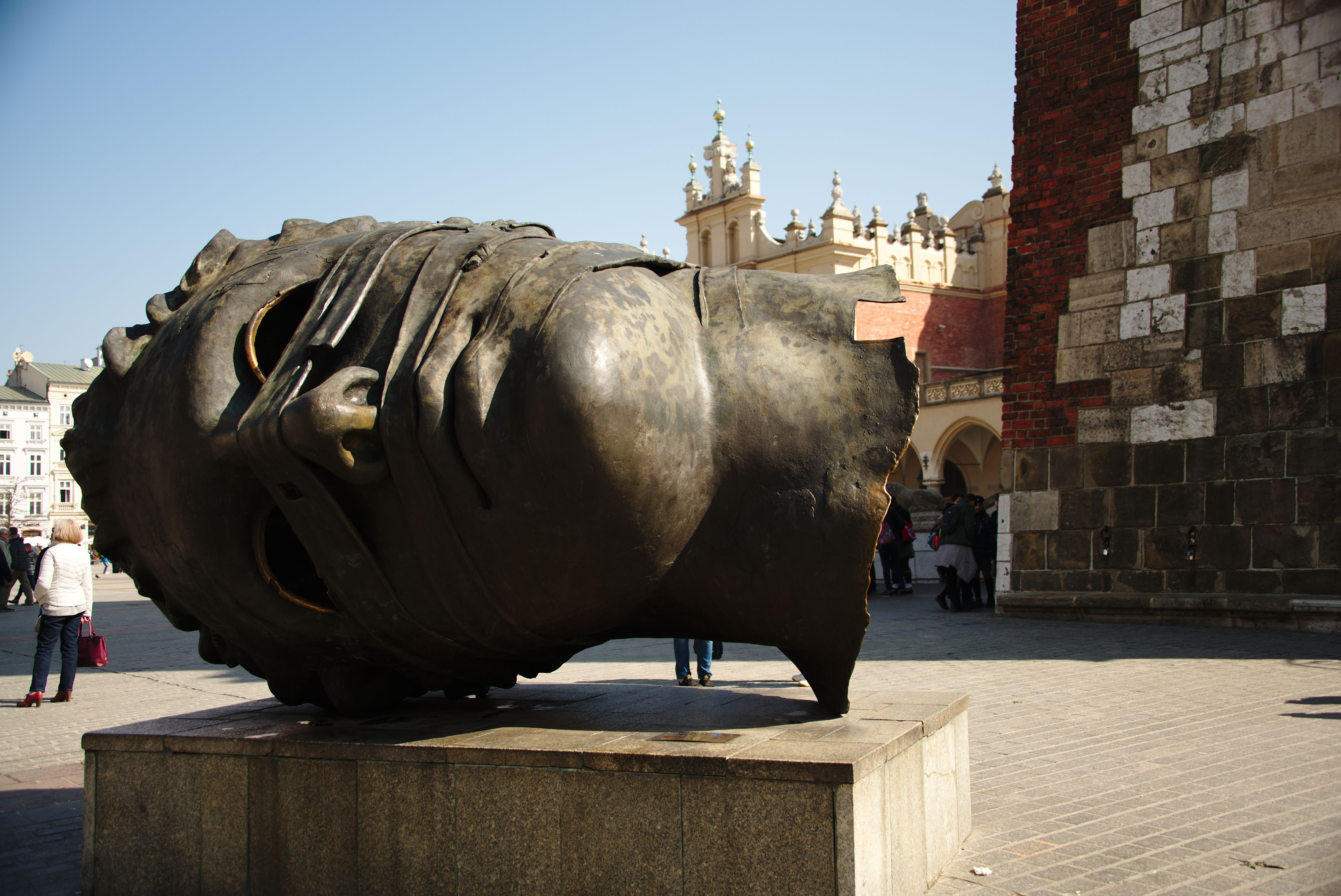
"Eros Bendato" trên Quảng trường chính, Kraków, Ba Lan